# 터네이셔스 D
터네이셔스 D(Tenacious D)는 미국의 록 음악 듀오이다. 배우로도 활동하고 있는 잭 블랙(Jack Black)과 카일 개스(Kyle Gass)의 멤버로 이루어져 있다.

## 음반 목록
- 《Tenacious D》(2001년)
- 《D Fun Pak》(EP, 2002년)
- 《The Pick Of Destiny》(2006년)
- 《Rise Of The Fenix》(2012년)
- 《Jazz》(EP, 2012년)
- 《Post Apocalypto》(2018년)